# 아인슈타인의 퍼즐
아인슈타인의 퍼즐 또는 얼룩말 퍼즐은 아인슈타인이 어린 시절에 만들었다고 알려진 퍼즐이다. 이 문제는 아인슈타인이 생전에 직접 이 퍼즐을 고안했으며 전 세계 인구의 2%만 풀 수 있을 것이라고 단언했다는 주장과 함께 제시되지만, 아인슈타인이 만들었다는 증거는 찾을 수 없다. 또한 문제에 등장하는 쿨 담배의 경우, 아인슈타인의 어린 시절에는 존재하지 않았다.
이 퍼즐은 색상이나 국적, 담배명, 동물이 변형된 다양한 버전이 있다.

## 문제
다음과 같은 전제 조건이 주어져 있다.
1. 집의 색, 국적, 마시는 음료, 먹는 음식, 키우는 동물은 모두 다르다.

아래와 같은 15개의 정보가 주어졌을 때, 물을 마시는 사람과 얼룩말을 키우는 사람은 각각 어느 나라 사람일까?
1. 모두 다섯 채의 집이 있다.
2. 호주 사람은 빨간 집에 산다.
3. 이탈리아 사람은 개를 기른다.
4. 초록 집에 사는 사람은 커피를 마신다.
5. 우크라이나 사람은 차를 마신다.
6. 초록 집은 아이보리색 집의 바로 왼쪽이다.
7. 버섯을 먹는 사람은 달팽이를 기른다.
8. 노란 집 사람은 사과를 먹는다.
9. 한가운데 집에 사는 사람은 우유를 마신다.
10. 노르웨이인은 왼쪽에서 첫 번째 집에 산다.
11. 양파를 먹는 사람은 여우를 기르는 사람 옆 집에 산다.
12. 사과를 먹는 사람은 말을 기르는 사람 옆 집에 산다.
13. 케이크를 먹는 사람은 오렌지 주스를 마신다.
14. 일본인은 바나나를 먹는다.
15. 노르웨이인은 파란색 집 옆집에 산다.

## 정답
문제를 풀면 다음과 같은 표가 만들어진다.  
*왼쪽부터 순서대로 집의 색, 국적, 먹는 음식, 마시는 음료, 키우는 동물 순 
(왼쪽) 
노란 집: 노르웨이 사과 물 여우 
파란 집: 우크라이나 양파 홍차 
빨간 집: 호주 버섯 우유 달팽이 
초록 집: 일본 바나나 커피 얼룩말
아이보리 집: 이탈리아 케이크 오렌지주스 개 
(오른쪽)   
따라서 물을 마시는 사람은 노르웨이 사람이고, 얼룩말을 키우는 사람은 일본인이다. 

## 다른 버전
다음과 같이 네 가지의 전제 조건이 주어져 있다.
1. 색깔이 다른 5 채의 집이 일렬로 있다.
2. 각 집에는 서로 다른 국적을 가진 사람이 살고 있다.
3. 다섯 사람은 어떤 종류의 음료를 마시고, 담배를 피우며, 동물을 기르고 있다.
4. 어떤 두 사람도 음료나 담배, 또는 키우는 동물이 일치하지 않는다.

아래와 같은 15개의 정보가 주어졌을 때, 금붕어를 키우는 사람은 어느 나라 사람일까?
1. 영국인은 빨간 집에 산다.
2. 스웨덴인은 개를 기른다.
3. 덴마크인은 차를 마신다.
4. 초록 집은 하얀 집의 왼쪽 집이다.
5. 초록 집에 사는 사람은 커피를 마신다.
6. 펠멜 담배를 피우는 사람은 새를 기른다.
7. 노란 집 사람은 던힐 담배를 피운다.
8. 한가운데 집에 사는 사람은 우유를 마신다.
9. 노르웨이인은 첫 번째 집에 산다.
10. 블렌드담배를 피우는 사람은 고양이를 기르는 사람 옆 집에 산다.
11. 말을 기르는 사람은 던힐 담배를 피우는 사람 옆 집에 산다.
12. 블루 매스터 담배를 피우는 사람은 맥주를 마신다.
13. 독일인은 프린스 담배를 피운다.
14. 노르웨이인은 파란 집 옆집에 산다.
15. 블렌드 담배를 피우는 사람은 생수를 마시는 사람과 이웃이다.

답은 금붕어를 키우는 사람은 독일 사람이다.